# Huangshi Po
Huangshi Po (chinesisch 黄石坡 ‚Gelbsteinhang‘) ist ein Hügel auf der Fildes-Halbinsel von King George Island im Archipel der Südlichen Shetlandinseln. Er ragt östlich der Geographers Cove auf.
Chinesische Wissenschaftler benannten ihn im Zuge der Erstellung von Luftaufnahmen und seiner Kartierung im Jahr 1986. Namensgebend ist das verwitterte, gelbliche Gestein, mit dem seine Hänge überlagert sind.